# Vladimir Dekanozov
Vladimir Georgievich Dekanozov (Dekanozishvili), en russe Владимир Георгиевич Деканозов (Деканозишвили), né en juin 1898 à Bakou dans l'Empire russe, actuel Azerbaïdjan - mort le 23 décembre 1953 à Moscou en Union soviétique) est un communiste, fonctionnaire, policier politique et diplomate soviétique.

## Biographie

### Un ami proche de Béria
Vladimir Dekanozov est d'origine géorgienne, son nom de naissance est Dekanozichvili, qu'il russifie quand il entre en politique, pour bien monter qu'il n'est pas un nationaliste géorgien. Il étudie la médecine à l'université d'État de Saratov, puis à celle de Bakou. Il rejoint l'Armée rouge en 1918, adhère au parti bolchévique, et se lie d'amitié avec Lavrenti Beria. Sa carrière décolle avec celle de son ami. Il rejoint alors la Tchéka, tout en commençant par occuper des fonctions officielles dans sa région d'origine, la Géorgie, puis en Azerbaïdjan, puis dans tout le Caucase et enfin à l'échelle de l'URSS. Il resta toujours membre actif des polices politiques soviétiques, en passant de la Tchéka au Guépéou, puis au NKVD, en survivant aux purges qui affectent ses services et en suivant exactement la carrière de Béria. 
Il est nommé au début des années 1930 vice-président du Conseil des commissaires de Géorgie.
Il est nommé directeur du département Étranger du NKVD en 1938, à la fin des Grandes Purges.

### De 1939 à 1945
De 1939 à 1945, il est vice-commissaire du peuple aux affaires étrangères, sous l'autorité de Molotov, avec une interruption de janvier 1940 à juin 1941, où il officie en  Lituanie et en Allemagne. Il est en effet chargé d'instaurer le gouvernement soviétique de Lituanie en juin 1940. Il y constitue un gouvernement composé des rares communistes locaux et de socialistes de gauche qu'il choisit lui-même, et il y organise des « élections » où seuls les communistes et assimilés peuvent se présenter : la « Diète populaire » ainsi élue demande à l'unanimité l'intégration à l'URSS. Pour désamorcer tout risque de révolte populaire, il laisse croire dans un premier temps que l'agriculture lituanienne ne sera pas collectivisée. Dès l'intégration de la Lituanie à l'URSS, en juillet 1940, il rentre à Moscou.
Il est nommé ambassadeur de l'URSS à Berlin en octobre 1940 (l'Allemagne nazie et l'URSS sont alors liées par le pacte germano-soviétique). De petite taille (environ 1,50 m), Dekanozov subit les humiliations d'Hitler qui le fait systématiquement escorter lors des audiences officielles par des SS beaucoup plus grands que lui. Totalement dépourvu d'expérience diplomatique, il y fait preuve du même aveuglement que Staline sur les preuves de plus en plus évidentes de la menace allemande ; il va même jusqu'à refuser de recevoir un militant communiste du KPD, clandestin, ouvrier d'imprimerie, qui apporte à l'ambassade un des neuf exemplaires originaux du plan Barbarossa ; il écarte systématiquement les avertissements de son propre attaché militaire sur les préparatifs allemands, avertissements qu'il qualifie d'« intoxication britannique ». Au début juin 1941, de passage à Moscou, il refuse d'entendre l'avertissement de son homologue allemand, l'ambassadeur Friedrich-Werner von der Schulenburg, très hostile à cette guerre et qui fait état, à mots couverts, du projet d'agression. Lors du déclenchement de l'opération Barbarossa, le ministre des Affaires étrangères allemand, Ribbentrop, lui remet en personne la déclaration de guerre ; outré par la mauvaise foi du ministre qui affirme que l'action de la Wehrmacht est purement défensive à cause d'une « menace soviétique », il lui aurait répondu : « vous paierez très cher cette agression ! ». Avec le personnel de l'ambassade, il est expulsé vers la Suède (neutre) et de là vers l'URSS.
En 1943, il retourne en Suède, ce qui laisse supposer l'établissement de contacts avec l'Allemagne pour une paix séparée, option que Staline n'a jamais complètement exclue, ne serait-ce que pour faire pression sur les Alliés.

### De 1945 à 1953: déchéance et mort
Compromis dans une affaire de mœurs, il est rétrogradé au poste de vice-président du ministère de la radiodiffusion.
En mars 1953, peu après la mort de Staline, son protecteur Béria le fait nommer ministre de l'intérieur et de la sécurité de Géorgie (Béria étant alors ministre de l'intérieur de l'URSS).
En juin de la même année, il est arrêté en même temps que Béria. Comme son mentor géorgien, il est fusillé en décembre 1953 après un « procès » sommaire par un tribunal spécial présidé par le maréchal Koniev. Très compromis dans les crimes considérables du régime qu'il a servi, sa mémoire n'a guère été entretenue et son lieu de sépulture, probablement une fosse commune, n'est pas connu ; en revanche, le 29 mai 2000, la Russie, sous Vladimir Poutine, l'a officiellement réhabilité par le décret № bn-00164.

### Sources
- Pavel Soudoplatov, Missions spéciales, Le Seuil, 1994, notice biographique des dirigeants d'URSS et des chefs des services de renseignement, p. 593.